# سكوت دالي
سكوت دالي (بالإنجليزية: Scott Dale)‏ هو لاعب دارت بريطاني، ولد في 29 مايو 1994 في برمنغهام في المملكة المتحدة.

## وصلات خارجية
- سكوت دالي على موقع DartsDatabase.co.uk (الإنجليزية)